# Ian Desmond
Ian M. Desmond, ameriški poklicni bejzbolist, * 20. september 1985, Sarasota, Florida.
Desmond je poklicni bližnji zaustavljalec in trenutno član moštva Texas Rangers. Na naboru lige MLB leta 2004 ga je v 3. krogu izbralo moštvo Montreal Expos. Ob koncu leta 2005 ga je Baseball America oklicala za 19. najbolj obetavnega igralca lige South Atlantic League.

## Zasebno življenje
Desmond in cehovski kolega Josh Roenicke sta svaka - Roenicke, metalec moštva Colorado Rockies, se je z Desmondovo sestro Nikki poročil leta 2010.